# Lumbrineris variegatus
Lumbrineris variegatus är en ringmaskart som beskrevs av Bidenkap 1895. Lumbrineris variegatus ingår i släktet Lumbrineris och familjen Lumbrineridae. Inga underarter finns listade i Catalogue of Life.